# Bồn rửa

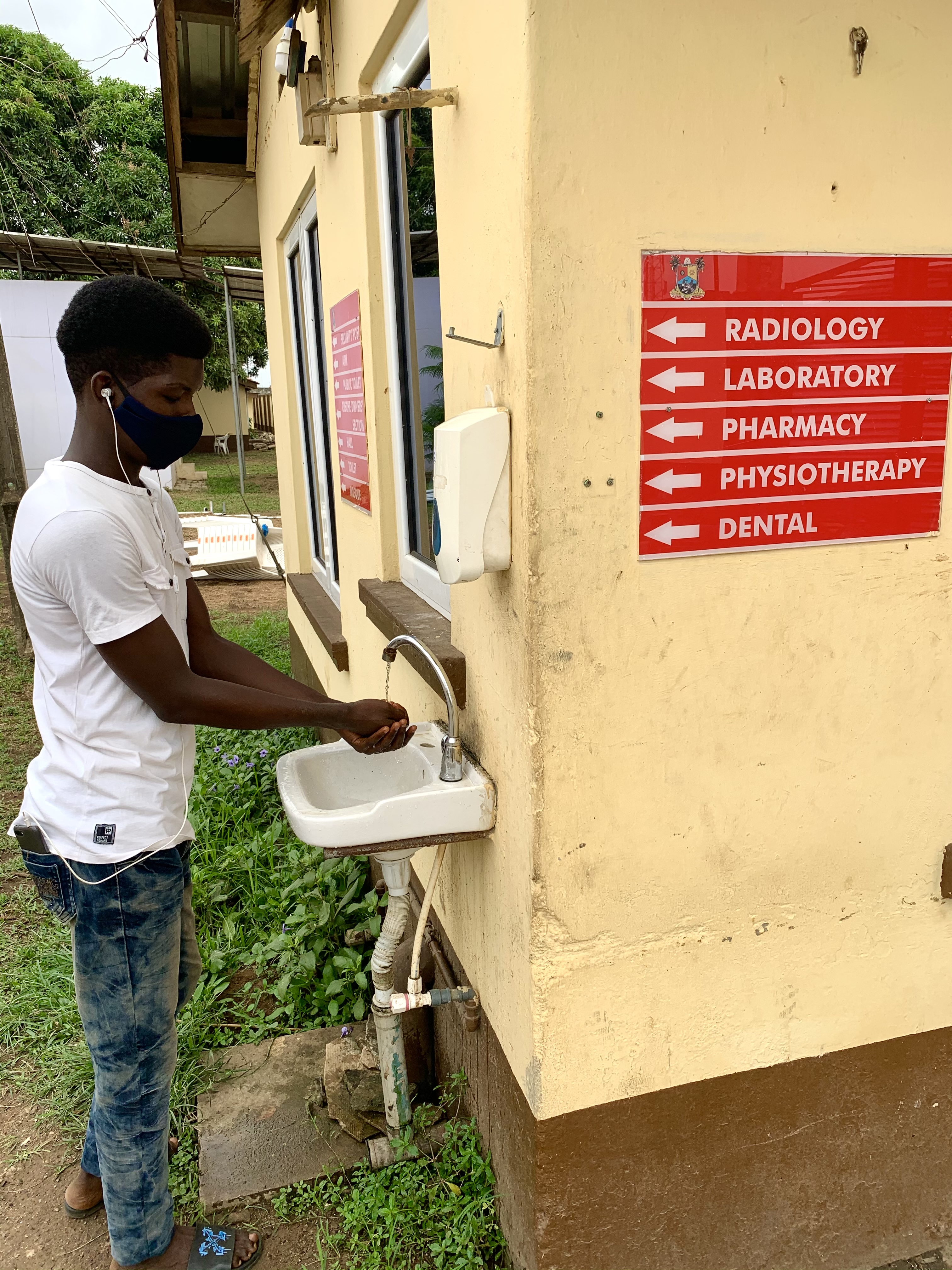
Một cái chậu rửa tay ở châu Phi

Chậu treo tường (hay còn gọi là bồn rửa tay hay bồn rửa mặt hoặc bồn vệ sinh hay còn gọi là Lavabo từ tiếng Pháp, phiên âm: la-va-bô) là vật dụng đựng nước để rửa tay và được gắn cố định vào một bức tường, phía trên chậu có gắn một vòi nước được nối với hệ thống dẫn nước máy. Thông thường Lavabo bao gồm một bình đựng nước hoặc một vài loại vật chứa để đổ nước và một cái phễu lớn để hứng nước nếu nước rơi khỏi tay lúc rửa. Trong giáo hội Cơ Đốc giáo thì nó được dùng để linh mục rửa tay trước khi làm lễ. Ở châu Á, bồn rửa tay còn có một đặc điểm thường dùng để rửa bát đĩa, rau củ phục vụ nấu ăn.

## Sử dụng
Trong giáo hội, lavabo làm bằng kim loại, nhưng hầu như ở các gia đình, lavabo quen thuộc bao gồm một cái vòi làm bằng đất nung có khóa đính kèm và phía dưới là một cái chậu. Ngày nay lavabo đã là một vật không thể thiếu trong các khu vườn ở Châu Âu và châu Mỹ, như một đồ vật nội thất để trang trí. Nó được biết đến với tên gọi chậu rửa mặt và bồn vệ sinh ngày nay.

## Nguyên liệu

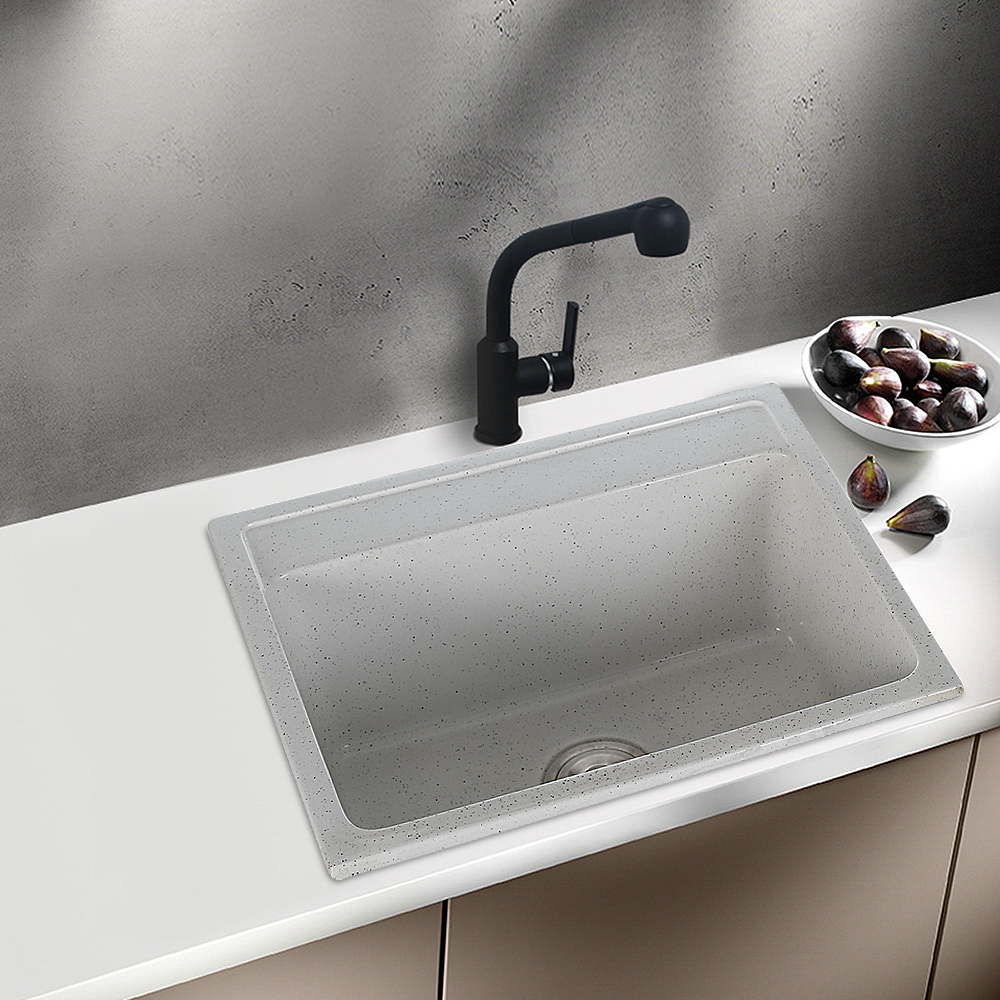
Một kiểu chậu rửa bằng đá ở Việt Nam

Chậu rữa mặt được sử dụng bằng các nguyên liệu gồm:
- Thép không gỉ (Inox)
- Sắt, thép, nhôm
- Gốm, Sứ
- Đá hoa
- Nhựa (Chất dẻo)
- Bê tông
- Gỗ
- Đá
- Đồng
- Thủy tinh
- Đá hoa cương
- Các vật liệu khác

## Cơ đốc giáo

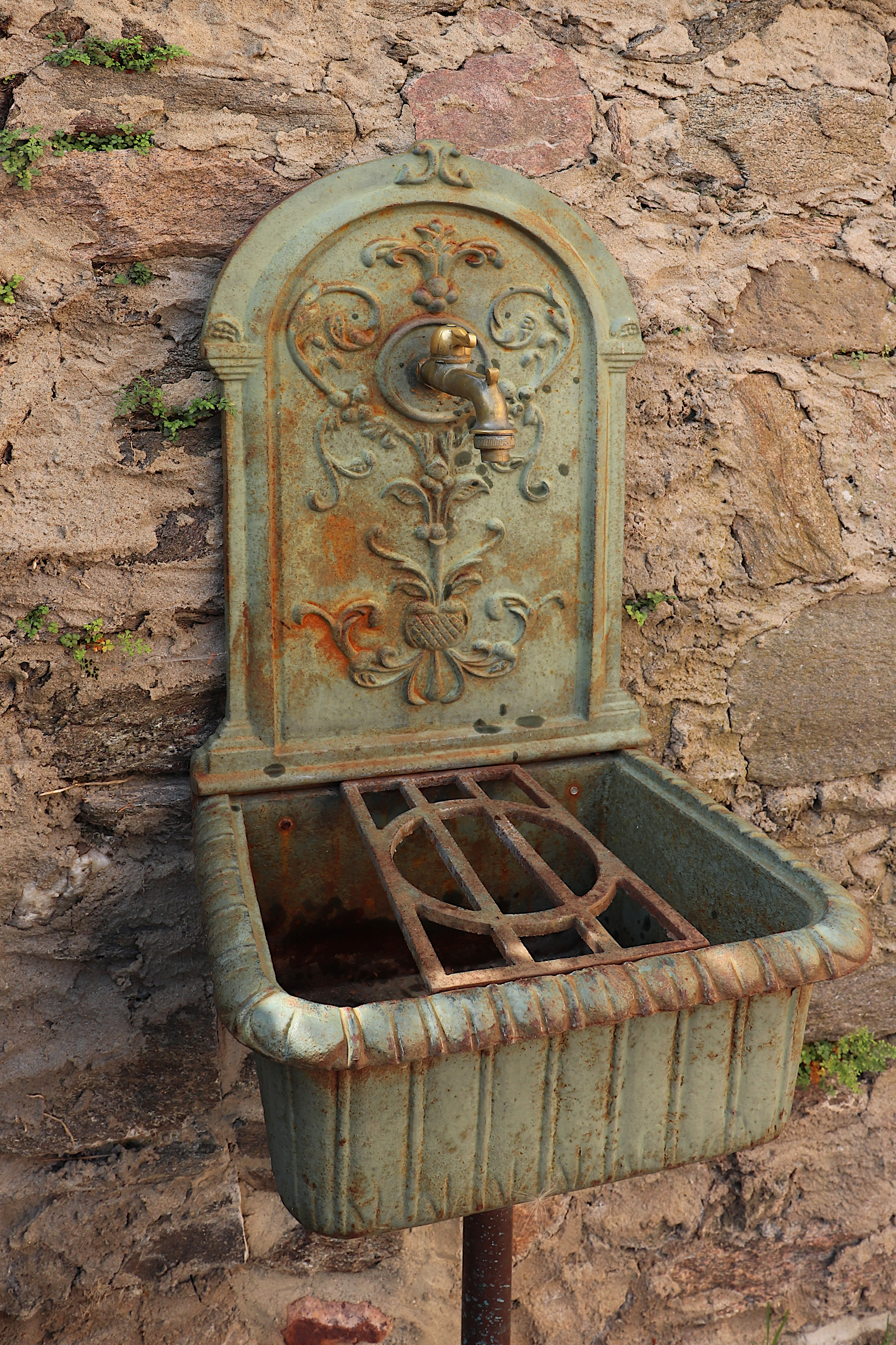
Một chậu rửa tay trong tu viện thời Trung cổ

Thuật ngữ Lavabo (nghĩa đen là "tôi sẽ rửa") có nguồn gốc từ lời của Thánh vịnh 26:6-12 (Psalm 26:6-12-KJV), mà các vị linh mục chủ trì lễ ban phát thánh thể (celebrant) niệm khi rửa tay của mình như sau: "Tôi sẽ rửa sạch tay tôi trong vô tội, vì vậy tôi sẽ đi vòng quanh bàn thờ ngài, lạy Chúa" ("I will wash my hands in innocency, so will I compass thine altar, O Lord"). Việc mô tả việc rửa tay trong suốt các bài thánh ca tụng đã được sử dụng rất xa xưa trong giáo hội công giáo. Ở các tu viện cổ, sẽ có một lavabo lớn được sử dụng để anh em rửa tay trước khi vào nhà thờ. Thông lệ này trở thành điều luật lần đầu tiên trong những điều luật của Thánh Benedict ở thế kỷ thứ VI. Thánh John Chrysostom đã đề cập đến thông lệ này trong ngày của ngài rằng tất cả các Ki-tô hữu phải rửa thay trước khi vào nhà thờ.